# Millau
Millau / Milhau là một xã trong vùng Occitanie, thuộc tỉnh Aveyron, quận Millau (Unterpräfektur) tổng, tổng Chef-lieu von zwei tổngen. Tọa độ địa lý của xã là 44° 05' vĩ độ bắc, 03° 04' kinh độ đông. Millau / Milhau nằm trên độ cao trung bình là 379 mét trên mực nước biển, có điểm thấp nhất là 340 mét và điểm cao nhất là 888 mét. Xã có diện tích 168,23 km², dân số vào thời điểm 1999 là 21.339 người; mật độ dân số là 126,8 người/km².

## Thông tin nhân khẩu
| 1936   | 1946   | 1954   | 1962   | 1968   | 1975   | 1982   | 1990   | 1999   |
| ------ | ------ | ------ | ------ | ------ | ------ | ------ | ------ | ------ |
| 16,437 | 17,678 | 19,209 | 21,229 | 22,595 | 21,907 | 21,695 | 21,788 | 21,339 |

## Các thành phố kết nghĩa
- Bad Salzuflen, Đức

## Địa điểm tham quan
- Cầu cạn Millau